# Вшивцев, Андрей Александрович
Андрей Александрович Вшивцев (25 января 1994, Ижевск) — российский футболист, нападающий.

## Карьера
Воспитанник детско-юношеской спортивной школы футбольного клуба «Ижевск» и Центра подготовки молодых футболистов казанского «Рубина», окончил ПовГАФКСиТ. Начинал свою карьеру во второй команде клуба, стал бронзовым призёром молодёжного первенства России 2014/15. Не пробившись в основной состав казанцев нападающий перешел в смоленский «Днепр». По итогам сезона он забил за команду в первенстве страны семь голов. В 2016 году форвард был на просмотре в белорусском коллективе Высшей лиги «Гранит» (Микашевичи), однако переход не состоялся.
В сезоне 2016/17 Вшивцев вместе с курским «Авангард» выиграл первенство ПФЛ в группе «Центр». Во время подготовки к сезону в ФНЛ тренерский штаб не оставил нападающего в команде, после чего он вернулся в смоленский клуб.
В конце августа 2018 года форвард перешел в могилевский «Днепр». Дебютировал 1 сентября в матче против минского «Луча», закончившегося со счетом 0:0. В игре Вшивцев на 71-й минуте вышел на замену вместо Евгения Барсукова.
В 2019 и 2021 годах — игрок команды «Делин»/«Динамо-Делин» Ижевск, участвующей в чемпионате и кубке Татарстана.